# Orphnophanes
Orphnophanes é um gênero de mariposa pertencente à família Crambidae.